# División de Honor (Schach) 2011
Die División de Honor (Schach) 2011 war die 17. Saison der División de Honor und gleichzeitig die 55. Spanische Mannschaftsmeisterschaft im Schach, sie wurde mit sieben Mannschaften ausgetragen. Meister wurde die Mannschaft von Gros XT, während sich der Titelverteidiger CA Colegio Marcote-EIKM Mondariz (im Vorjahr CA Escuela Int. Kasparov-Marcote Mondariz) mit dem dritten Platz begnügen musste. Aus der Primera División war die Mannschaft von CCA CajaCanarias Santa Cruz aufgestiegen, die direkt wieder abstieg; außerdem zog CA Colegio Marcote-EIKM Mondariz seine Mannschaft zurück.
Zu den Mannschaftskadern der teilnehmenden Vereine siehe Mannschaftskader der División de Honor (Schach) 2011.

## Modus
Die sieben teilnehmenden Mannschaften spielten ein einfaches Rundenturnier. Gespielt wurde an sechs Brettern, über die Platzierung entschied zunächst die Zahl der Mannschaftspunkte (zwei Punkte für einen Sieg, ein Punkt für ein Unentschieden, kein Punkt für eine Niederlage) und danach die Anzahl der Brettpunkte (ein Punkt für einen Sieg, ein halber Punkt für ein Remis, kein Punkt für eine Niederlage). Der Tabellenletzte stieg in die Primera División ab. 

## Termine und Spielort
Das Turnier wurde vom 21. bis 26. November in Melilla gespielt.

## Abschlusstabelle
| Pl. | Verein                               | Sp | G | U | V | Mannsch.-P. | Brett-P.  |
| --- | ------------------------------------ | -- | - | - | - | ----------- | --------- |
| 01. | Gros XT                              | 6  | 5 | 0 | 1 | 10:2        | 24,5:11,5 |
| 02. | Sestao Naturgas Energia XT           | 6  | 4 | 2 | 0 | 10:2        | 23,0:13,0 |
| 03. | CA Colegio Marcote-EIKM Mondariz (M) | 6  | 4 | 1 | 1 | 9:3         | 19,0:17,0 |
| 04. | CA Reverté Albox                     | 6  | 2 | 0 | 4 | 4:8         | 17,0:19,0 |
| 05. | CA Linex-Magic Mérida                | 6  | 2 | 0 | 4 | 4:8         | 15,5:20,5 |
| 06. | CA Solvay Torrelavega                | 6  | 2 | 0 | 4 | 4:8         | 15,0:21,0 |
| 07. | CCA CajaCanarias Santa Cruz (N)      | 6  | 0 | 1 | 5 | 1:11        | 12,0:24,0 |

## Entscheidungen
|     | spanischer Mannschaftsmeister: Gros XT                                                                                  |
|     | Absteiger in die Primera División: CA Colegio Marcote-EIKM Mondariz (freiwilliger Rückzug), CCA CajaCanarias Santa Cruz |
| (M) | Titelverteidiger |
| (N) | Vorjahresaufsteiger |

## Kreuztabelle
| Ergebnisse | Ergebnisse                       | 01. | 02. | 03. | 04. | 05. | 06. | 07. |
| ---------- | -------------------------------- | --- | --- | --- | --- | --- | --- | --- |
| 01.        | Gros XT                          |     | 2½  | 5½  | 3½  | 4   | 5   | 4   |
| 02.        | Sestao Naturgas Energia XT       | 3½  |     | 3   | 4½  | 4½  | 4½  | 3   |
| 03.        | CA Colegio Marcote-EIKM Mondariz | ½   | 3   |     | 4   | 3½  | 4   | 4   |
| 04.        | CA Reverté Albox                 | 2½  | 1½  | 2   |     | 2   | 5   | 4   |
| 05.        | CA Linex-Magic Mérida            | 2   | 1½  | 2½  | 4   |     | 1   | 4½  |
| 06.        | CA Solvay Torrelavega            | 1   | 1½  | 2   | 1   | 5   |     | 4½  |
| 07.        | CCA CajaCanarias Santa Cruz      | 2   | 3   | 2   | 2   | 1½  | 1½  |     |

## Die Meistermannschaft
| 1.            | Gros XT |
| Schachfiguren | Ruslan Ponomarjow, Alexei Schirow, Étienne Bacrot, Loek van Wely, Rustam Kasimjanov, Christian Bauer, Pablo San Segundo Carrillo, Santiago González de la Torre. |